# Opérette viennoise
Le terme Opérette viennoise désigne les opérettes créées à Vienne entre 1860 et 1960.

## Historique
Il y a un parallèle entre la création de l'opérette viennoise et le début de la variété parisienne. La position de Franz von Suppé à Vienne était assez similaire à celle d'Hervé à Paris. L'opérette viennoise a pour origine plusieurs genres musicaux dont le Singspiel, proche de l'opéra-comique français où alternent le chant et les dialogues parlés ; et la Posse (« farce, bouffonnerie »), équivalent au vaudeville en France.
C'est la valse qui est l'élément essentiel qui va s'imposer dans ce nouveau genre musical. Descendant de l'ancienne volte, elle est proche du ländler allemand. L'influence d'Offenbach est considérable auprès de Franz von Suppé et de Johann Strauss II.
Le précurseur à Vienne est von Suppé, dont les premières œuvres courtes sont calquées sur celle d'Offenbach, dont Les Deux Aveugles avait été créé avec succès dans la capitale autrichienne en 1856. Das Pensionat (Le pensionnat) (1860) est considéré comme la première opérette viennoise. Von Suppé y mêle habillement la farce ancienne à l'opéra bouffe parisien. Ses œuvres suivantes confirment sa notoriété et mettent définitivement l'opérette viennoise sur ses rails : Franz Schubert (1865), Die schöne Galathée (1865), Leichte Kavallerie (1866),dont l'ouverture reste universellement connue, etc.
Comme Hervé avec Offenbach à Paris, von Suppé se fait dépasser par Johann Strauss II qui triomphe avec Die Fledermaus (La Chauve-souris) en 1874. Une certaine concurrence naît entre les deux compositeurs qui rivalisent pour présenter au public viennois des œuvres de grande qualité : Fatinitza (1876) ou Boccacio (1879) pour von Suppé, Eine Nacht in Venedig (1883), Der Zigeunerbaron (1885), Simplicius (1887) pour Strauss.
Ce type de théâtre de divertissement, de plus en plus populaire, a cependant des adversaires virulents comme l'écrivain Adam Müller-Guttenbrunn qui considère l'opérette comme un « bâtard de l'art, celui des tâcherons qu'une cocotte parisienne devait avoir inspiré ».
D'autres compositeurs s'essaient avec bonheur au nouveau genre à la mode : Carl Millöcker, Der Bettelstudent (1882), Carl Zeller, Der Vogelhändler (1891) ou Carl Michael Ziehrer, Die Landstreicher (1899).
Les principales interprètes féminines se sont fait connaître dans des rôles travestis, par exemple celui du  Prince Orlofsky dans La Chauve-souris : Marie Geistinger, Josefine Gallmeyer et Fritzi Massary. Le ténor Richard Tauber excelle dans les rôles de jeunes premiers.
Le boom économique du début du siècle et le développement de l'Art nouveau provoquent une vague d'optimisme symbolisée par la création de Die lustige Witwe (La Veuve joyeuse) de Franz Lehár en 1905. De grandes scènes viennoise, comme le Johann Strauß-Theater ou le  Wiener Stadttheater se consacrent exclusivement à l'opérette. Avec Lehár, l'autre figure marquante de cet « âge d'or de l'opertte viennoise » est Emmerich Kálmán qui triomphe avec Die Csárdásfürstin (1915) et Gräfin Mariza (1924). Kálmán devient même l'icône du compromis austro-hongrois, mais il est forcé d'émigrer sous le régime nazi en raison de son origine juive.
Après la Première Guerre mondiale, le genre subit de nombreux changements dus à l'influence de la musique de revue, du jazz et des danses modernes, principalement le foxtrot. Alors que les opérettes tard Lehár se rapprochent de l'opéra, l’opérette viennoise se fait plus légère, plus moderne grâce à une nouvelle génération de librettistes comme Alfred Grünwald. Celui-ci écrit notamment les livrets de Der letzte Walzer, d'Oscar Straus (1920), de Gräfin Mariza (1924), Die Zirkusprinzessin (1926), Die Herzogin von Chicago (1928) d'Emmerich Kálmán et de Viktoria und ihr Husar (1930) de Paul Abraham.
Au point de vue théâtral et artistique, Vienne perd de son importance. Ainsi Bruno Granichstaedten crée son opérette Der Orlow (1925) à New York où l'on voit un jazz band sur scène. Paul Abraham mêle la musique viennoise et hongroise avec les premières formes de jazz (Die Blume von Hawaii, 1931). A Vienne la tendance est plutôt aux opérettes de pot-pourri, comme Das Dreimaederlhaus (1916), basé sur des mélodies de Franz Schubert. Edmund Eysler se consacre aussi à écrire des chansons à succès qu'il regroupe dans Die gold’ne Meisterin (1927), bien oubliée de nos jours.
Un certain renouveau se fait jour avec des compositeurs comme Oscar Straus, Leo Fall, Robert Stolz et Ralph Benatzky. La première, en 1930 à Berlin, de Im weißen Rössl de Ralph Benatzky, Robert Stolz, Bruno Granichstaedten, Eduard Künneke et Robert Gilbert est un triomphe sans précédent.
L'opérette viennoise décline à nouveau au profil de la comédie musicale, mise en valeur par la radio mais surtout grâce à l’avènement du film sonore. L'industrie du disque s'empare du répertoire de l'opérette. Le plus grand succès est « Dein ist mein ganzes Herz (Je t'ai donné mon cœur)» tiré de Das Land des Lächelns (1929) par Richard Tauber. Il en est de même avec le cinéma, avec, notamment Géza von Bolváry (Zwei Herzen im Dreivierteltakt de Robert Stolz) et Ernst Marischka (Der Orlow, Fledermaus). Dans les années 1930, la musique d'opérette et la musique de film se mêlent intimement, parce que de nombreux compositeurs ont travaillé à la fois pour le cinéma et pour la scène.
Au cours de la Deuxième Guerre mondiale, des opérettes de Nico Dostal et Fred Raymond sont représentées à Vienne.
Après la guerre, la télévision fait la part belle à l'opérette. Des chanteurs tels que Hermann Prey, Rudolf Schock, Anneliese Rothenberger, Peter Alexander participent à de nombreuses émissions.
Depuis les années 1960, avec l'avènement de la pop, le genre semble épuisé, même si on compte de nombreuses reprises, notamment, depuis 2009, au festival d'été de Vienne (Wiener Operettensommer). Fledermaus est traditionnellement jouée chaque année à Vienne, le soir du 31 décembre.

## Principaux compositeurs

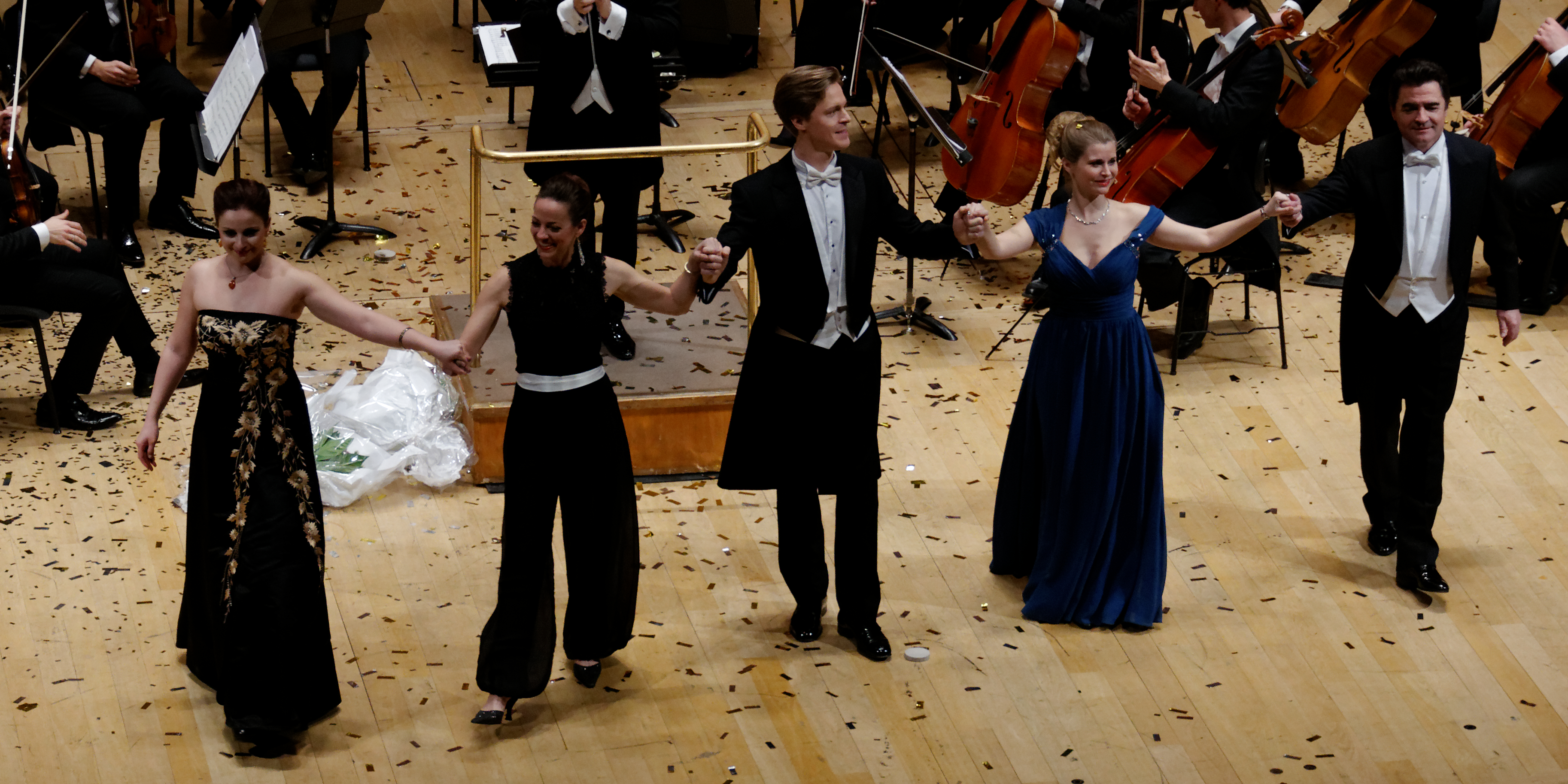
Sophie Gordeladze, Lysianne Tremblay, Georg Klimbacher, Beate Ritter, Franz Supper. Extraits de La Chauve-Souris, auditorium Maurice Ravel (décembre 2015)

- Heinrich Proch (1809–1878)
- Franz von Suppé (1819–1895)
- Richard Genée (1823–1895)
- Johann Strauss II (1825–1899)
- Ivan Zajc (1832–1914)
- Adolf Müller (1839–1901)
- Carl Zeller (1842–1898)
- Carl Millöcker (1842–1899)
- Carl Michael Ziehrer (1843–1922)
- Richard Heuberger (1850–1914)
- Josef Hellmesberger II (1855–1907)
- Heinrich Berté (1858–1924)
- Charles Weinberger (1861–1939)
- Georg Jarno (1868–1920)
- Franz Lehár (1870–1948)
- Oscar Straus (1870–1954)
- Leo Fall (1873–1925)
- Leo Held (1874–1903)
- Oskar Nedbal (1874–1930)
- Edmund Eysler (1874–1949)
- Bruno Granichstaedten (1879–1944)
- Leo Ascher (1880–1942)
- Ludwig Rochlitzer (1880–1945)
- Robert Stolz (1880–1975)
- Oskar Jascha (1881–1948)
- Emmerich Kálmán (1882–1953)
- Ralph Benatzky (1884–1957)
- August Pepöck (1887–1967)
- Willy Engel-Berger (1890–1946)
- Heinrich Strecker (1893–1981)
- Robert Katscher (1894–1942)
- Nico Dostal (1895–1981)
- Fred Raymond (1900–1954)
- Ludwig Schmidseder (1904–1971)
- Karl Loube (1907–1983)
- Joseph Beer (1908–1987)
- Igo Hofstetter (1926–2002)

## Sources
- (de) Cet article est partiellement ou en totalité issu de l’article de Wikipédia en allemand intitulé « Wiener operette » (voir la liste des auteurs).
- Jacques Rouchouse, L’Opérette, coll. « Que sais-je ? » n°1006, PUF, Paris, 1999  (ISBN 2-13-050073-0)
- Louis Oster et Jean Vermeil, Guide raisonné et déraisonnable de l'opérette et de la comédie musicale, Fayard, 2008  (ISBN 978-2-213-63765-5)
- Austriaca, n 46. L’opérette viennoise
- (en) Richard Traubner, Operetta: A Theatrical History, Routledge, Inc., 2003  (ISBN 978-0-415-96641-2)